# Mentzelia reverchonii
Mentzelia reverchonii är en brännreveväxtart som först beskrevs av Ignatz Urban och Gilg, och fick sitt nu gällande namn av H. J. Thompson och Zavortink. Mentzelia reverchonii ingår i släktet Mentzelia och familjen brännreveväxter. Inga underarter finns listade i Catalogue of Life.